# Miryalaguda
Miryalaguda ist eine Stadt im indischen Bundesstaat Telangana.
Die Stadt ist Teil des Distrikts Nalgonda. Miryalaguda hat den Status einer Municipality. Die Stadt ist in 36 Wards gegliedert. Sie hatte am Stichtag der Volkszählung 2011 103.817 Einwohner, von denen 52.005 Männer und 51.812 Frauen waren. Die Alphabetisierungsrate lag 2011 bei 81,4 % und damit leicht unter dem nationalen Durchschnitt für Städte. Hindus bilden mit einem Anteil von ca. 84 % die Mehrheit der Bevölkerung in der Stadt. Muslime bilden mit einem Anteil von ca. 14 % eine Minderheit. Die Mehrheitssprache der Bevölkerung ist Telugu.